# سونيك القنفوذ السريع
مغامرات سونيك القنفذ (بالإنجليزية: Adventures of Sonic the Hedgehog) الذي عُرف مُدبلجاً باللغة العربية باسم القنفُذ السريع سونيك، هو مسلسل رسوم متحركة مبنية على سلسلة ألعاب فيديو القنفذ سونيك تم بثه في خريف عام 1993 المكوّن من 65 حلقة التي أنتجتها ديك إنترتينمنت، القنفذ سونيك و صديقه المخلص تيلز هما بطلان المسلسل. هذا أول مسلسل كرتوني لشخصية القنفذ سونيك ويختلف عن أحداث لعبة تماماً وهو كوميدي. تمت دبلجة المُسلسل إلى اللغة العربية من قبل مركز الزهرة في منتصف تسعينات القرن العشرين.

## قصة المسلسل
يحاول د. روبوتنيك (المعروف في الدبلجة العربية باسم "الدكتور عيلم") تنفيذ خططه الشريرة للسيطرة على العالم والقضاء على سونيك، بمساعدة أعوانه المضحكين: سكراتش، وجروندير، وكوكوتاتس. لكن سونيك، بمعاونة صديقه المخلص الثعلب "تيلز"، يتمكن دائمًا من إحباط مخططاتهم.
كل حلقة تقدم مغامرة جديدة مشوّقة، مليئة بالكوميديا ولا تخلو من المواقف الطريفة. كما تتميّز كل حلقة بفقرة قصيرة في نهايتها تُدعى "سونيك يقول" (Sonic Says)، وهي فقرة توعوية قصيرة (إعلان الخدمة العامة) تهدف إلى توجيه نصائح تربوية وسلوكية للأطفال، مثل السلامة، الصدق، وحسن التعامل وغيرها. كُتبت هذه الفقرات بواسطة الكاتب فيل هارنيج (Phil Harnage)، لتتماشى مع متطلبات "قانون تلفزيون الأطفال" الأمريكي، الذي يهدف إلى تعزيز المحتوى التعليمي في البرامج المخصصة للأطفال.

## الشخصيات
- سونيك: الشخصية الرئيسية في المسلسل، وهو قنفذ أزرق يتميز بسرعته ليساعد صديقه الوفي تيلز، وكذلك إيقاف مخططات الدكتور د. روبوتنيك
- تيلز: ثعلب برتقالي يتميز بطيرانه مع صديقه سونيك.
- د. روبوتنيك: الشخصية الشريرة الرئيسية في المسلسل، والذي يحاول السيطرة على العالم والقضاء على سونيك بأفكاره الشريرة مع مساعديه الغبيين سكراتش، وجروندير، و كوكوتاتس.
- سكراتش: أول واحد اخترعه د. روبوتنيك، وهو دجاجة.
- جروندير: ثاني شرير لد. روبوتنيك، وهو دبابة ذو أنف حاد يحفر كل شيء، لديه ميزات تجعله الأفضل من بين أتباع د. روبوتنيك.
- كوكوتاتس: الشرير الثالث والأخير لد. روبوتنيك، وهو قرد شرير مخادع وكثير الحيل والمخادعات.

د. روبوتنكس مين بين ماشين اللعبة التي ظهرت شخصيات المسلسل فيها بنفس تصميميها في المسلسل كما ظهرت في اللعبة.

| الشخصية                    | الأصوات الإنجليزية | الدبلجة العربية (مركز الزهرة)                   | الدبلجة العربية (مركز الزهرة)                              |
| الشخصية                    | الأصوات الإنجليزية | اسم الدبلجة                                     | صوت الدبلجة                                                |
| -------------------------- | ------------------ | ----------------------------------------------- | ---------------------------------------------------------- |
| سونيك (Sonic)              | جليل وايت          | قنفوذ السريع (الجزء الأول) سونيك (الجزء الثالث) | آمال سعد الدين                                             |
| تيلز (Tails)               | كريستوفر ويلش      | سنجوب (الجزء الأول) ثعلوب (الجزء الثالث)        | آمنة عمر (الجزء الأول) سمر كوكش (الجزء الثالث)             |
| د. روبوتنيك (Dr. Robotnik) | لونغ جون بولدري    | الدكتور عيلم                                    | مروان فرحات (الجزء الأول) محمد خير أبو حسون (الجزء الثالث) |
| سكراتش (Scratch)           | فيل هايز           | دجداج                                           | غسان الدبس (الجزء الأول) رأفت بازو (الجزء الثالث)          |
| جروندير (Grounder)         | غاري شوك           | دبداب                                           | وليد الدبس (الجزء الأول) يحيى الكفري (الجزء الثالث)        |
| كوكوناتس (Coconuts)        | إين جيمز كورليت    | سعدون                                           | قاسم ملحو(الجزء الأول) طالب الرفاعي (الجزء الثالث)         |

## وصلات خارجية
- Adventures of Sonic the Hedgehog at كوكي جار كروب  [لغات أخرى]‏
- Adventures of Sonic the Hedgehog at the قاعدة بيانات الرسوم المتحركة الكبيرة
- سونيك القنفوذ السريع على موقع IMDb (الإنجليزية)
- سونيك القنفوذ السريع على موقع ميتاكريتيك (الإنجليزية)
- سونيك القنفوذ السريع على موقع كينوبويسك (الروسية)
- سونيك القنفوذ السريع على موقع ألو سيني (الفرنسية)
- سونيك القنفوذ السريع على موقع قاعدة بيانات الفيلم (الإنجليزية)